# ジャニンジン
ジャニンジン（蛇人参、Cardamine impatiens）は、アブラナ科タネツケバナ属の一年草または二年草。

## 概要
日本では北海道から本州、四国、九州および南西諸島に、日本国外では、ユーラシアの温帯～亜熱帯地域に分布する。やや日当たりが悪く湿った環境に生育する。
一年草または二年草。草丈は10～80cmで、茎は細く、稜が有る。葉は互生、奇数羽状複葉で薄い。小葉は2～9対で、深く切れ込み、鋸歯を持ち、基部に耳片を持つ。花期は3～6月。花序は総状花序で、茎の先端や葉のつけ根に付く。花は4枚の花弁を持つ十字形花で、花弁は長楕円形へら形で、長さ3mm程度、色は白色。果実は長角果で、長さ2cm程度。ロゼット葉で越冬する場合もある。

## 近縁種
- タネツケバナ（C. scutata） - 同属。小葉の基部に耳片は無い。
- ケジャニンジン（C. i. var. eriocarpa） - ジャニンジンの変種。果実に毛が生える。

## 保護上の位置づけ
生育地である下記の地方公共団体が作成したレッドデータブックに掲載されている。
日本の南西諸島では、元々生育地、個体数が少なく、生息地の開発などで減少している。
- 鹿児島県：準絶滅危惧
- 沖縄県：絶滅危惧IA類